# 도카이 온에어

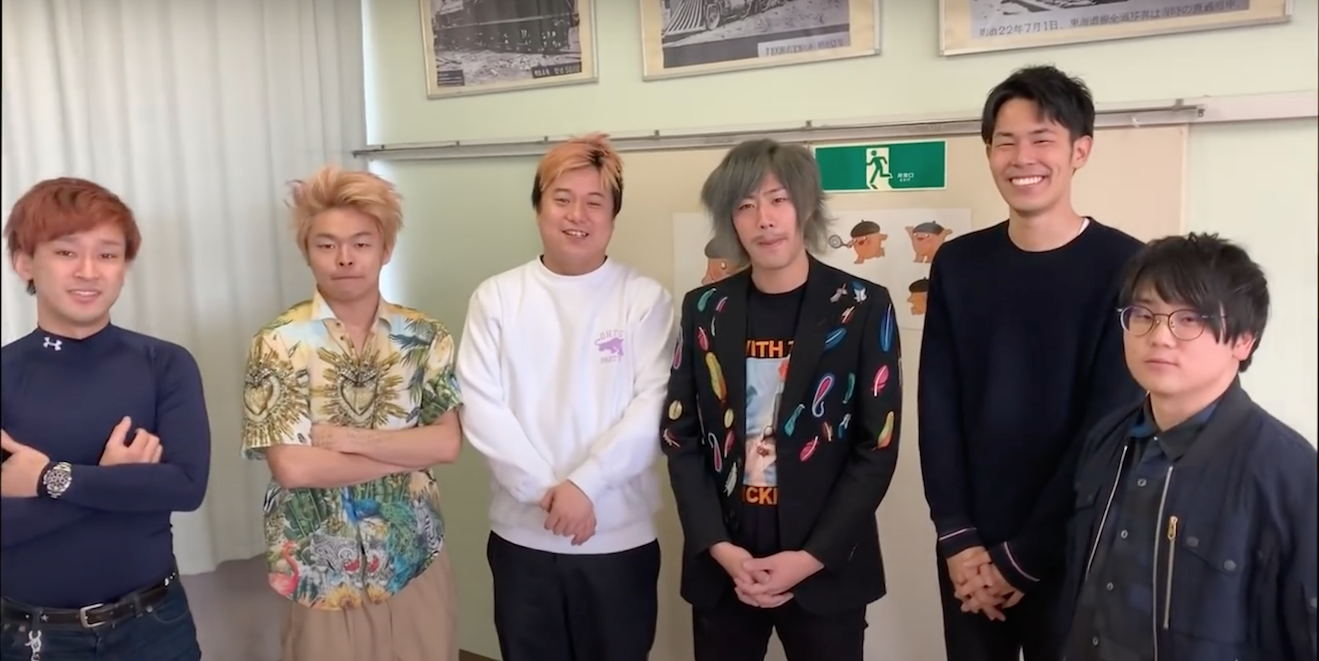
멤버

도카이 온에어(일본어: 東海オンエア)는 멤버 전원이 아이치현 출신인 유튜버팀. 활동 초기부터 챌린지 정신으로 다양한 이벤트에 도전해온 6명으로 이루어진 유튜버.
| 멤버명     | 생년월일         |
| ---------- | ---------------- |
| 테츠야     | 1993년 10월 30일 |
| 시바유     | 1993년 12월 30일 |
| 료         | 1993년 6월 11일  |
| 토시미츠   | 1993년 7월 17일  |
| 유메마루   | 1994년 1월 23일  |
| 무시메가네 | 1992년 9월 29일  |